# ایتا رینا
ایتا رینا (اسلوونیایی: Ita Rina؛ ۷ ژوئیهٔ ۱۹۰۷ – ۱۰ مهٔ ۱۹۷۹) هنرپیشه و ملکه زیبایی اهل یوگسلاوی بود. او ستارهٔ فیلم‌های دهه‌های ۱۹۲۰ و ۱۹۳۰ آلمان و چکسلواکی بود. از فیلم‌هایش در مقام بازیگر می‌توان اروتیکن (۱۹۲۹)، بیداری بهاری (۱۹۲۹) و آوای کوه‌های سیاه (۱۹۳۳) را نام برد.